# Joe Popolo
Joseph Victor "Joe" Popolo (Boston, maart 1967) is een Amerikaanse ondernemer. Op 3 januari 2025 werd Popolo door de aanstaande Amerikaanse president Donald Trump op diens sociale mediaplatform Truth Social voorgedragen als Amerikaans ambassadeur in Nederland. Voordat Popolo daadwerkelijk benoemd wordt, moet de Amerikaanse Senaat nog met diens benoeming instemmen. Dit lijkt een formaliteit, aangezien de Republikeinen een meerderheid hebben in de Senaat. Popolo beschikt niet over ervaring in de internationale politiek, maar doneerde wel 800.000 dollar aan Trumps verkiezingscampagne in 2024.

## Biografie
Popolo maakte carrière als ondernemer. Hij studeerde Business Administration in Chicago en vestigde zich daarna in Dallas, Texas. Van 1997 tot 2019 was hij directeur van The Freeman Company, een evenementenbedrijf. In 2017 richtte hij de investeringsmaatschappij Charles & Potomac Company op.